# Homøostase
Homøostase er et begreb, der betyder “balance” eller “ligevægt”. Homøostase er en egenskab ved ethvert åbent system, der gør det muligt at ændre det indre miljø, sådan at stabile forhold kan fastholdes. Det sker ved hjælp af mangedobbelte, dynamiske justeringer af ligevægtstilstande, justeringer der er kontrolleret af indbyrdes forbundne reguleringsmekanismer. Ordet blev skabt i 1932 af Walter Cannon ud fra to græske ord: homoios: lignende + stasis: ståen, stilleståen.
Når et barn skal lære sig at cykle, vælter det masser af gange i begyndelsen. Lidt senere holder det sig kørende, men i en slingrende kurs, der ser faretruende ud. Til sidst har barnet – stort set ubevidst – lært sig at holde cyklen og kroppen i ro, og det modvirker tab af balance gennem ganske små drej med styret. Barnet er blevet en stabil cyklist, det kender præcist betingelserne for cyklingens homøostase.

## Oversigt
Begrebet bruges mest i betydningen biologisk homøostase. Levende organismer har brug for et homøostatisk, indre miljø for at kunne overleve. Mange miljøfolk mener, at dette grundprincip også har gyldighed for det ydre miljø. Økologiske, biologiske og samfundsmæssige systemer er homøostatiske. De modvirker forandring for at blive i ligevægt. Hvis systemet ikke har held til at genskabe balancen, kommer det over i en tilstand, hvor reguleringerne er mere strikse end før. Dette kan i sidste ende føre til systemets sammenbrud.
Komplekse systemer som f.eks. den menneskelige organisme må blive i homøostase for at fastholde stabilitet og for at kunne overleve. Den slags systemer skal ikke bare holde ud for at overleve. De må tilpasse sig og udvikle sig i forhold til ændringer i miljøet, ligesom det må udvikle sig.

## Egenskaber ved homøostase
Homøostatiske systemer har adskillige kendetegn:
- de er ultrastabile;
- hele organisationen bidrager til vedligeholdelsen af ligevægtstilstanden, både når det drejer sig om de indre forhold, om strukturen og om funktionen
- de er uforudsigelige (virkningen af en præcis handling bliver ofte det modsatte af, hvad man kunne vente)

Man stiller ofte et tilsyneladende paradoksalt spørgsmål til dem, der er ansvarlige for vedligeholdelse og udvikling af et komplekst system (om det nu er en krop, et økosystem, en stat eller en planet: “hvordan kan en stabil organisation, hvis mål det er at opretholde sig selv og overleve, samtidig være i stand til at ændre og udvikle sig?”

## Homøostatiske mekanismer: feedback
Når der sker en ændring i forholdene, er der to slags feedback, som systemet reagerer på:
- Negativ feedback er en reaktion, hvor systemet besvarer påvirkningen ved at omvende dens retning. Det gør, at tingene bliver konstante, og derfor bidrager det til at opretholde homøostasen. Som eksempel kan det nævnes, at når koncentrationen af CO2 stiger i den menneskelige organisme, får lungerne besked om at øge deres aktivitet og udskille mere CO2. Derved er ændringen (den stigende mængde CO2) blevet besvaret ved at omvende dens retning (CO2-koncentrationen falder ved øget ånding).

- Ved positiv feedback går systemets besvarelse af ændringen ud på at forstærke den. Det har en de-stabiliserende virkning, så det medfører ikke øget homøostase. Positiv feedback er mindre almindelig i naturlige systemer end negativ feedback, men det har alligevel sine anvendelser. For eksempel vil nerverne reagere på en bestemt, elektrisk tærskelværdi med at skabe et meget kraftigere handlingspotentiale.

## Økologisk homøostase
De eksisterende, gensidige påvirkninger mellem de forskellige levende væsner sker i sammenhæng med en vedvarende opblanding af organiske og uorganiske stoffer, der optages i organismerne som led i deres vækst, stofskifte og formering for til sidst at blive udskilt som affald. Dette vedvarende genbrug af grundstoffer (særligt kulstof, ilt og kvælstof) og vand kaldes biogeokemiske kredsløb. De garanterer en varig stabilitet i biosfæren ( i det mindste, når man lader menneskelig indflydelse og ekstreme vejrforhold ude af betragtning). Denne selvregulering, som støttes af kontrolfunktioner med negativ feedback, sikrer at økosystemerne har lang levetid. Det kan ses af de meget stabile koncentrationer af de fleste grundstoffer i hver afdeling. Det kaldes homøostase. Økosystemerne har også en tendens til at udvikle sig hen mod en tilstand med ideel balance, klimaks, som nås efter en succession af begivenheder (f.eks. kan en dam blive til en højmose).
I sin Gaia-hypotese påstår James Lovelock, at helheden af alt liv på Jorden (eller en anden planet med liv) virker som en kæmpestor organisme, der ændrer planeten aktivt, så der skabes de forhold, som passer bedst til organismens behov. Ifølge den opfattelse opretholder hele planeten en homøostatisk tilstand. Om sådan et system virkelig findes på Jorden, det diskuterer man stadig, men det er almindeligt accepteret, at der findes nogle forholdsvis enkle, homøostatiske mekanismer. Det er f.eks. sådan, at et øget indhold af CO2 i atmosfæren får planterne til at vokse mere, og på den måde bliver der fjernet mere CO2 fra atmosfæren.

## Biologisk homøostase
Homøostase er et af de grundlæggende kendetegn hos levende organismer. Det drejer sig om at fastholde det indre miljø inden for tålelige grænser.
Enhver organisme kan enten være tilpasser eller regulator i forhold til bestemte forhold i miljøet. Regulatorer prøver at fastholde belastninger på et konstant niveau, uanset hvad der sker i miljøet. Tilpasserne lader miljøet afgøre belastningens størrelse. Nogle dyr fastholder f.eks. en konstant kropstemperatur, mens andre, de vekselvarme, accepterer store udsving i kropstemperaturen.
Det er en fordel ved homøostatisk regulering, at den tillader organismen at fungere mere effektivt. De vekselvarme dyr har f.eks. en tendens til at være sløve ved lave temperaturer, mens dyr med fast kropstemperatur er aktive som altid. På den anden side kræver regulering energi, og når slanger kun behøver at æde én gang om ugen, så skyldes det, at de har brug for meget mindre energi til at opretholde homøostase.

## Homøostase i menneskekroppen
Alle mulige faktorer påvirker kropsvæskernes evne til at holde mennesket i live. Det omfatter forhold som temperatur, saltkoncentration, surhedsgrad, CO2koncentration og koncentrationen af nødvendige stoffer f.eks. druesukker, forskellige ioner og ilt eller affaldsstoffer som urinstof. Disse forhold påvirker de kemiske reaktioner som holder kroppen levende, og derfor er der indbyggede, fysiologiske mekanismer, som fastholder dem på et gunstigt niveau.
Kontrollen varetages af forskellige organer i kroppen. Som eksempler kan nævnes:
- Varmeregulering
  - Skeletmusklerne kan ryste for at producere varme, hvis kropstemperaturen er for lav.
  - Varmedannelse uden rystelser bygger på nedbrydning af fedtstoffer for at øge temperaturen.
  - Svedning afkøler kroppen ved at varme bruges til fordampning.
- Kemisk regulering
  - Bugspytkirtlen danner insulin, der regulerer blodets sukkerindhold.
  - Lungerne optager ilt og fjerner CO2 fra blodet. Derved reguleres blodets surhedsgrad.
  - Nyrerne fjerner urinstof og tilpasser koncentrationerne af vand og en lang række af ioner.

De fleste af disse organer er styret af hormoner, som udskilles fra kirtler i hypofysen, der selv bliver styret fra hypothalamus.
Kontrollen varetages også af forskellige signalstoffer i kroppen. Som eksempler kan nævnes:
- Det endocannabinoide system.[1]